# Morella (Poe)
Pour les articles homonymes, voir Morella.
Morella est une nouvelle d'horreur de l'écrivain américain Edgar Allan Poe publiée en avril 1835.
Certains critiques pensent que Poe avait prévu de l'inclure dans les Contes du club de l'In-Folio (Tales of the Folio Club).

## Résumé
Un narrateur dont on ignore l'identité épouse Morella, une femme érudite et passionnée par la philosophie allemande (Fichte et Friedrich Wilhelm Joseph von Schelling). Elle passe son temps au lit, en train de lire, et à résumer ses lectures à son époux. Ses études tournent autour de la notion de l'être et de l'identité : qui suis-je ? où vais-je après la mort ?
Un jour, Morella tombe enceinte, mais meurt en donnant naissance au nouveau-né. 
Au fur et à mesure que l'enfant, une fille, grandit et se développe, le narrateur constate qu'elle a une très grande ressemblance avec sa mère, mais il se refuse à lui donner un prénom. Au dixième anniversaire de l'enfant, la ressemblance avec Morella est incroyable. 
Finalement le narrateur décide de baptiser la fille en l'appelant Morella, ce qui a pour effet de ramener l'âme de la mère dans le corps de l'enfant. Ainsi quand le prêtre demande au narrateur quel prénom il souhaite pour l'enfant et qu'il répond « Morella », l'enfant crie « Je suis revenue » mais meurt immédiatement.
Le narrateur, mettant en terre le corps sans vie de l'enfant, découvre que dans la tombe dans laquelle on avait placé le cadavre de Morella, il n'y a plus aucun corps...